# Балка Дуброваха
Балка Дуброваха — балка (річка) в Україні у Дергачівському районі Харківської області. Права притока річки Лопані (басейн Дону).

## Опис
Довжина балки приблизно 5,62 км, найкоротша відстань між витоком і гирлом — 5,30  км, коефіцієнт звивистості річки — 1,06 . Формується декількома балками та загатами. На деяких ділянках балка пересихає.

## Розташування
Бере початок на північно-східній околиці села Польова. Тече переважно на північний схід понад селом Семенівку та через місто Дергачі і впадає в річку Лопань, ліву притоку річки Уди.

## Цікаві факти
- У XX столітті на балці існували газгольдер та декілька газових свердловин[2], а у XIX столітті — багато водяних млинів[1].